# Хопман куп 2012.
Међународно егзибиционо такмичење мешовитих парова Хопман куп 2012. одржало се као и раније у Перту у Аустралији од 31. децембра 2011. до 7. јануара 2012.
На такмичењу је учествовало осам репрезентација, које су биле подељене у две групе по четири. У свакој групи је играо свако са сваким а првопласиране екипе у групама су играле финални меч за победника купа.

## Учесници

### Носиоци
| 1. Чешка – Томаш Бердих / Петра Квитова 2. Француска – Ришар Гаске / Марион Бартоли | 1. Шпанија – Фернандо Вердаско / Анабел Медина Гаригес 2. Сједињене Државе – Марди Фиш / Бетани Матек Сандс |

### Неносиоци
| 1. Данска – Фредерик Нилсен / Каролина Возњацки 2. Аустралија – Лејтон Хјуит / Јармила Гајдошова | 1. Бугарска – Григор Димитров / Цветана Пиронкова 2. Кина – Ди Ву / Ли На |

## Група А

### 1. коло
(2. јануар)
| Чешка                      | 2 - 1 | Бугарска                           |                  |
| -------------------------- | ----- | ---------------------------------- | ---------------- |
| Петра Квитова              | 2 - 0 | Цветана Пиронкова                  | 6:4, 6:2         |
| Томаш Бердих               | 2 - 1 | Григор Димитров                    | 6:4, 6:7(9), 6:3 |
| Петра Квитова/Томаш Бердих | 1 - 2 | Цветана Пиронкова/ Григор Димитров | 6:2, 3:6, 9:11   |

(2. јануар)
| Сједињене Државе             | 1 - 2 | Данска                             |                  |
| ---------------------------- | ----- | ---------------------------------- | ---------------- |
| Марди Фиш                    | 2 - 1 | Фредерик Нилсен                    | 4:6, 7:6(5), 6:4 |
| Бетани Матек Сандс           | 0 - 2 | Каролина Возњацки                  | 6:7(4), 2:6      |
| Бетани Матек Сандс/Марди Фиш | 0 - 2 | Каролина Возњацки/ Фредерик Нилсен | 5:7, 3:6         |

### 2. коло
(4. јануар)
| Данска                            | 2 - 1 | Бугарска                          |               |
| --------------------------------- | ----- | --------------------------------- | ------------- |
| Каролина Возњацки                 | 2 - 1 | Цветана Пиронкова                 | 7:5, 4:6, 6:2 |
| Фредерик Нилсен                   | 1 - 2 | Григор Димитров                   | 6:7(5), 2:6   |
| Каролина Возњацки/Фредерик Нилсен | 2 - 0 | Цветана Пиронкова/Григор Димитров | 5:7, 3:6      |

(4. јануар)
| Чешка                      | 3 - 0 | Сједињене Државе              |          |
| -------------------------- | ----- | ----------------------------- | -------- |
| Петра Квитова              | 2 - 0 | Бетани Матек Сандс            | 5:7, 3:6 |
| Томаш Бердих               | 2 - 0 | Марди Фиш                     | 6:3, 6:3 |
| Петра Квитова/Томаш Бердих | 2 - 0 | Бетани Матек Сандс/ Марди Фиш | 6:3, 7:5 |

### 3. коло
(6. јануар)
| Чешка                      | 2 - 0 | Данска                             |                  |
| -------------------------- | ----- | ---------------------------------- | ---------------- |
| Петра Квитова              | 2 - 1 | Каролина Возњацки                  | 7:6(4), 3:6, 6:4 |
| Томаш Бердих               | 2 - 0 | Фредерик Нилсен                    | 6:1, 6:3         |
| Петра Квитова/Томаш Бердих |       | Каролина Возњацки/ Фредерик Нилсен | није одигран меч |

(6. јануар)
| Сједињене Државе             | 1 - 2 | Бугарска                          |          |
| ---------------------------- | ----- | --------------------------------- | -------- |
| Бетани Матек Сандс           | 2 - 0 | Цветана Пиронкова                 | 6:1, 6:3 |
| Марди Фиш                    | 0 - 2 | Григор Димитров                   | 2:6, 1:6 |
| Бетани Матек Сандс/Марди Фиш |       | Цветана Пиронкова/Григор Димитров | 5:8      |

## Група Б

### 1. коло
(31. децембар)
| Француска                  | 2 - 1 | Кина        |               |
| -------------------------- | ----- | ----------- | ------------- |
| Марион Бартоли             | 1 - 2 | Ли На       | 6:2, 2:6, 6:4 |
| Ришар Гаске                | 2 - 0 | Ди Ву       | 6:1, 6:3      |
| Марион Бартоли/Ришар Гаске | 1 - 2 | Ли На/Ди Ву | 6:1, 6:1      |

(1. јануар)
| Аустралија                     | 1 - 2 | Шпанија                                 |                |
| ------------------------------ | ----- | --------------------------------------- | -------------- |
| Јармила Гајдошова              | 2 - 1 | Анабел Медина Гаригес                   | 6:3, 3:6, 6:3  |
| Лејтон Хјуит                   | 1 - 2 | Фернандо Вердаско                       | 3:6, 6:3, 5:7  |
| Јармила Гајдошова/Лејтон Хјуит | 1 - 2 | Анабел Медина Гаригес/Фернандо Вердаско | 6:3, 3:6, 9:11 |

### 2. коло
(3. јануар)
| Шпанија                                 | 2 - 1 | Кина         |          |
| --------------------------------------- | ----- | ------------ | -------- |
| Анабел Медина Гаригес                   | 0 - 2 | Ли На        | 3:6, 1:6 |
| Фернандо Вердаско                       | 2 - 0 | Ди Ву        | 6:3, 6:4 |
| Анабел Медина Гаригес/Фернандо Вердаско | 2 - 0 | Ли На/ Ди Ву | 6:0, 6:2 |

(3. јануар)
| Аустралија                     | 0 - 3 | Француска                   |               |
| ------------------------------ | ----- | --------------------------- | ------------- |
| Јармила Гајдошова              | 0 - 2 | Марион Бартоли              | 0:6, 0:6      |
| Лејтон Хјуит                   | 1 - 2 | Ришар Гаске                 | 2:6, 7:5, 1:6 |
| Јармила Гајдошова/Лејтон Хјуит | 0 - 2 | Марион Бартоли/ Ришар Гаске | 3:6, 4:6      |

### 3. коло
(5. јануар)
| Аустралија                     |       | Кина         |          |
| ------------------------------ | ----- | ------------ | -------- |
| Јармила Гајдошова              | 0 - 2 | Ли На        | 3:6, 2:6 |
| Лејтон Хјуит                   | 2 - 0 | Ди Ву        | 6:4, 7:5 |
| Јармила Гајдошова/Лејтон Хјуит |       | Ли На/ Ди Ву | 8:5      |

(5. јануар)
| Француска                  |       | Шпанија                                 |          |
| -------------------------- | ----- | --------------------------------------- | -------- |
| Марион Бартоли             |       | Анабел Медина Гаригес                   |          |
| Ришар Гаске                | 2 - 0 | Фернандо Вердаско                       | 6:2, 6:6 |
| Марион Бартоли/Ришар Гаске |       | Анабел Медина Гаригес/Фернандо Вердаско |          |